# TripAdvisor
TripAdvisor – amerykański agregator opinii o przedsiębiorstwach turystycznych z siedzibą w Needham, Massachusetts. W swojej ofercie ma również interaktywne fora dla podróżników, w tym w języku polskim. Serwis może pochwalić się ponad 60 milionami użytkowników, którzy napisali 170 milionów recenzji i opinii dotyczących hoteli, restauracji, atrakcji turystycznych i innych firm związanych z podróżami. W lutym 2012 roku TripAdvisor przekroczył barierę miliona polskich użytkowników. Serwis był notowany w rankingu Alexa na miejscu 498.

## Historia
Założycielami serwisu TripAdvisor byli Stephen Kaufer i Langley Steinert.
W 2004 roku portal został kupiony przez spółkę InterActiveCorp.
W sierpniu 2005 IAC wydzieliła go ze swojego portfolio jako spółkę zależną pod nazwą Expedia, Inc.
W kwietniu 2009 serwis uruchomił swoją oficjalną stronę w Chinach.
Rok później TripAdvisor poinformował wszystkich zarejestrowanych użytkowników o wycieku adresów e-mail ze swojej bazy.
W kwietniu 2011 roku ogłoszono, że Expedia będzie podzielona na dwie spółki giełdowe.
W sierpniu 2014 roku TripAdvisor stał się najbardziej znaną i zaufaną stroną o tematyce podróżniczej i turystycznej.

## Kontrowersje
TripAdvisor był przedmiotem wielu kontrowersji. Krytycy zarzucają serwisowi umożliwianie dodawania bezpodstawnych i anonimowych opinii o dowolnym hotelu, pensjonacie, czy restauracji. Odpierając zarzuty, spółka wpisała na czarną listę ponad 30 hoteli podejrzanych o przekupowanie i namawianie swoich gości do wystawiania pozytywnych opinii. TripAdvisor pozwala również swoim użytkownikom zgłaszać podejrzane treści, które są następnie oceniane przez zespół moderatorów.
Pod koniec grudnia 2014 roku włoski urząd ds. ochrony konkurencji ukarał portal grzywną w wysokości 500 tys. euro z powodu braku wprowadzenia rozwiązań mających weryfikować prawdziwość opinii i ocen pojawiających się na stronach serwisu.